# ديفيد غلاس
ديفيد غلاس (بالإنجليزية: David Glass)‏ هو شخصية أعمال أمريكي، ولد في 2 سبتمبر 1935 في مقاطعة أوريغون في الولايات المتحدة.

## وصلات خارجية
- ديفيد غلاس على موقع إن إن دي بي (الإنجليزية)